# Гундакар XVI фон Щархемберг
Гундакар XVI фон Щархемберг (на немски: Gundackar XVI von Starhemberg; * 10 януари 1652; † 20 март 1702, Ридег, Горна Австрия) е австрийски имперски граф на Щархемберг в Австрия.

## Живот
Той е най-големият син на граф Бартоломеус III фон Щархемберг-Шаунберг (1625 – 1676) и съпругата му Естер фон Виндиш-Грец († 1697), внучка на фрайхер Вилхелм фон Виндиш-Грец († 1610), дъщеря на фрайхер Адам Зигфрид фон Виндиш-Грец (1585 – 1640/1648), и първата му съпруга фрайин Магдалена фон Грайсен или втората му съпруга Кристина Шрот фон Киндберг († 1651). Внук е на граф Гундакар XV фон Щархемберг (1594 – 1652) и съпругата му фрайин Анна Сабина фон Дитрихщайн (1605 – 1645). Правнук е на Райхард фон Щархемберг (1570 – 1613) и фрайин Юлиана фон Рогендорф (1579 – 1633). Брат е на фелдмаршал Гвидо фон Щархемберг (1657 – 1737) и Адам Максимилиан Франц (1669 – 1741).
- Щархемберг, 1674
- Замък Шаунбург, ок. 1674

През 1593 г. дядо му Райхард фон Щархемберг получава дворец Ридег, който е продаден през 1933 г.
- Дворец Ридег

Гундакер фон Щархемберг купува на 2 януари 1689 г. двореца и имението Аухоф при Линц от граф Кристоф Дитмар фон Шаленберг. Дворецът остава собственост на фамилията до 1961 г.
- Дворец Аухоф при Линц

Гундакар XVI фон Щархемберг умира на 50 години на 20 март 1702 г. в Ридег (в Алберндорф), Горна Австрия. Щархембергите са от 1765 г. имперски князе.

## Фамилия
Гундакар XVI фон Щархемберг се жени на 21 февруари 1677 г. във Виена за графиня Мария Анна фон Рапах (* 30 авуст 1654; † 6 август 1721), дъщеря на граф Карл Фердинанд фон Рапах (1620 – 1664) и графиня Мария Терезия фон Брандис († 1687). Te имат 12 деца:
- Мария Естер Терезия (* 1678; † 10 февруари 1735, Виена), омъжена I. на 27 ноември 1710 г. за Ото Фердинанд фон Хоенфелд фрайхер цу Айщерсхайм († 23 март 1713), II. за фрайхер Георг Франц Антон фон Гилайз цу Зонеберг (* 1674; † 30 ноември 1729, Виена)
- Гундемар Йозеф фон Щархемберг (* 17 март 1679, Линц; † 21 февруари 1743), женен I. през ноември 1703 г. за Мария Максимилиана фон Щархемберг (* 1692/93; † 6 май 1714), II. на 22 януари 1706 г. за графиня Мария Антония фон Йоргер († 22 февруари 1720), III. на 2 април 1731 г. във Виена за графиня Франциска фон Тюрхайм († 17 август 1772)
- Мария Анна Йозефа Франциска (* 11 април 1680, Линц; † 16 юли 1721, Виена), омъжена за граф Франц Якоб Йохан Адам цу Брандис, фрайхер цу Леонбург († 22 април 1746, Виена)
- Отокар Франц Якоб фон Щархемберг (* 12 август 1681, Линц; † 13 юли 1733, Виена), женен на 15 февруари 1726 г. за графиня Мария Кристина Траутзон фон Фалкенщайн(* 6 септември 1702; † 8 април 1743, Виена)
- Карл Рюдигер (* 21 декември 1682, Линц; † 1685)
- Йохан Филип (* 30 април 1684, Линц; † като дете)
- Еразмус Кристиан фон Щархемберг (* 5 август 1685, Виена; † септември 1729, Херманщат)
- Мария Анна Франциска Магдалена София (* 1 септември 1688, Линц; † 1 декември 1757, Виена), омъжена на 23 октомври 1715 г. за граф Якоб Антон фон Дитрихщайн (* 24 юли 1678; † 15 май 1721)
- Мария Барбара Юдит (* 9 декември 1690, Линц; † 6 октомври 1763, Виена), омъжена на 9 април 1724 г. във Виена за граф Йохан Филип Кюнигл фрайхер цу Еренберг и Варт (* 15 ноември 1696; † 17 ноември 1770)
- Мария Катарина Елизабет (* 10 нормври 1692, Линц; † 1694)
- Мария Хелена Регина Елеонора (* 6 септември 1695; † 7 октомври 1727, Виена), омъжена на 15 юли 1726 г. за имперски граф Юлиус Франц Ксавер фон Хамилтон († 13 юли 1175, Виена)
- Мария Максимилиана (* 14 юли 1696; † 1697)